# Торощины
 Торощины  — опустевшая деревня в Орловском районе Кировской области. Входит в состав Орловского сельского поселения.

## География
Расположена на расстоянии примерно 3 км по прямой на запад от райцентра города Орлова.

## История
Была известна с 1727 года как починок Ротинской Овчинникова с 1 двором, в 1763 10 жителей, в 1802 Ротминской. В 1873 году здесь (Ротинской или Торошины) дворов 5 и жителей 38, в 1905 (Торощины) 11 и 51, в 1926 (деревня Торошины или Ротинский) 14 и 61, в 1989 уже не было жителей. Настоящее название утвердилось с 1939 года. С 2006 по 2011 год входила в состав Подгороднего сельского поселения.

## Население
Постоянное население не было учтено как в 2002 году, так и в 2010.